# Surville (Eure)
Surville é uma comuna francesa na região administrativa da Normandia, no departamento de Eure. Estende-se por uma área de 5,72 km². Em 2010 a comuna tinha 915 habitantes (densidade: 160 hab./km²).